# Yigoga exacta
Yigoga exacta là một loài bướm đêm trong họ Noctuidae.